# Chuck McCann
Charles John Thomas „Chuck” McCann (n. 2 septembrie 1934, New York City, New York, SUA – d. 8 aprilie 2018, Los Angeles, California, SUA) a fost un actor american.